# K리그 이달의 선수상
K리그 이달의 선수상(Player Of The Month, POTM)은 한국프로축구연맹이 K리그1에서 1달 동안 가장 우수한 활약을 펼친 선수에게 수여하는 상이다. K리그 공식 비디오 게임 파트너인 EA코리아의 후원을 받아 2019 시즌을 앞두고 처음 제정되었다. 한 달 동안 K리그1 경기에서 경기 베스트 일레븐과 최우수 선수에 선정된 선수들을 대상으로 한국프로축구연맹 경기위원회에서 1차 투표(70점 만점)를 진행하고, 1차 투표에서 상위권을 차지한 후보들을 대상으로 2차 팬 투표(30점 만점)를 진행하여 1,2차 투표 합산 점수가 가장 높은 선수가 최종 수상하게 된다. 수상자에게는 EA코리아에서 제작한 트로피와 함께 부상 100만원이 수여되며, 이달의 선수 패치가 새겨진 유니폼을 당해 시즌 종료 시까지 착용할 수 있다.
이달의 선수상 최초의 수상자는 대구 FC의 세징야며, 2021년 10월 시점까지 수상자를 가장 많이 배출한 구단은 대구 FC(5회)이다.

## 2019
| 월   | 이름   | 포지션 | 구단               | 비고               |
| ---- | ------ | ------ | ------------------ | ------------------ |
| 3월  | 세징야 | FW     | 대구 FC            | [ 3 ]              |
| 4월  | 김진혁 | FW     | 대구 FC            | [ 4 ] [ 내용주 2 ] |
| 5월  | 김신욱 | FW     | 전북 현대 모터스   | [ 5 ]              |
| 6월  | 조재완 | FW     | 강원 FC            | [ 6 ]              |
| 7월  | 타가트 | FW     | 수원 삼성 블루윙즈 | [ 7 ]              |
| 8월  | 완델손 | FW     | 포항 스틸러스      | [ 8 ]              |
| 9월  | 주니오 | FW     | 울산 현대          | [ 9 ]              |
| 10월 | 문선민 | FW     | 전북 현대 모터스   | [ 10 ]             |

## 2020
| 월   | 이름     | 포지션 | 구단            | 비고   |
| ---- | -------- | ------ | --------------- | ------ |
| 5월  | 주니오   | FW     | 울산 현대       | [ 11 ] |
| 6월  | 세징야   | FW     | 대구 FC         | [ 12 ] |
| 7월  | 주니오   | FW     | 울산 현대       | [ 13 ] |
| 8월  | 문선민   | FW     | 상주 상무       | [ 14 ] |
| 9월  | 무고사   | FW     | 인천 유나이티드 | [ 15 ] |
| 10월 | 일류첸코 | FW     | 포항 스틸러스   | [ 16 ] |

## 2021
| 월   | 이름     | 포지션 | 구단             | 비고   |
| ---- | -------- | ------ | ---------------- | ------ |
| 3월  | 기성용   | MF     | FC 서울          | [ 17 ] |
| 4월  | 에드가   | FW     | 대구 FC          | [ 18 ] |
| 5월  | 세징야   | FW     | 대구 FC          | [ 19 ] |
| 8월  | 구스타보 | FW     | 전북 현대 모터스 | [ 20 ] |
| 9월  | 조영욱   | FW     | FC 서울          | [ 21 ] |
| 10월 | 이동경   | MF     | 울산 현대        | [ 22 ] |
| 11월 | 홍정호   | DF     | 전북 현대 모터스 | [ 23 ] |

## 2022
| 월      | 이름   | 포지션 | 구단            | 비고   |
| ------- | ------ | ------ | --------------- | ------ |
| 2월·3월 | 무고사 | FW     | 인천 유나이티드 | [ 24 ] |
| 4월     | 무고사 | FW     | 인천 유나이티드 | [ 25 ] |

### 내용주
1. ↑  K리그 온라인 채널 투표(20점 만점),  피파 온라인 4 유저 투표(10점 만점).
2. ↑  4월 이후 상주 상무 축구단에 입대해 상주 소속으로 상을 받았다.
3. ↑   2021년 6월, 7월 미선정
4. ↑   2022년 2월, 3월을 한번에 묶어서 선정하였다.